# Massaie Rurali
Federazione nazionale fascista delle massaie rurali eller Massaie Rurali (MR) var en italiensk organisation för kvinnor inom det Nationella fascistpartiet (PNF) mellan 1933 och 1945. Den var formellt en sektion av Fasci Femminili.
Det organiserade landsbyggnadsbefolkningens arbetarkvinnor, främst bondkvinnor, med uppgift att indoktrinera dess i fascismens ideologi.  Det var en av den italienska fascismens största massorganisationer och den största av dess kvinnogrupper: bondkvinnor utgjorde vid denna tid Italiens största kategori kvinnor, och MR hade tre miljoner medlemmar 1943.  Dess ledare utnämndes av partiet och tillhörde som regel inte samma kategori kvinnor som dess medlemmar, som gavs en företrädesvis passiv roll. Fascismen hyllade främst bondkvinnor som sitt kvinnoideal, och framställde dem som nationens mödrar. 